# Taiyuan, Chongqing
Taiyuan (kinesiska: 太原) är en köping i sydvästra Kina. Den ligger i Pengshui härad i storstadsområdet Chongqing, omkring 170 kilometer öster om det centrala stadsdistriktet Yuzhong. Antalet invånare är 7745. Befolkningen består av 3 855 kvinnor och 3 890 män. Barn under 15 år utgör 28,0 %, vuxna 15-64 år 57 %, och äldre över 65 år 14,0 %.